# Месина
Вижте пояснителната страница за други значения на Месина.
Месѝна (на италиански: Messina) е пристанищен град в Южна Италия.

## География
Градът е разположен в североизточната част на остров Сицилия край Месинския пролив. Той е административен център на едноименната провинция Месина в област (регион) Сицилия. Население 243 252 жители към май 2009 г.

## История
Основан е от гръцки колонисти. Носи името Занкле (около 730 пр. Хр.). Присъединен към Древния Рим (264 пр. Хр.). През 5 век е завладян от вандалите, по-късно от остготите. Неколкократно превземан от Византия и от арабите. През 12 век преживява разцвет след включването му във владенията на норманите от кралство Сицилия. По време на Кръстоносните походи е основна отправна точка към Светите земи. През 15 век е присъединен към Арагон. По време на Месинското въстание (1672 – 1678) получава помощ от французите и временно отхвърля испанската власт. През 1861 г. е включен към Пиемонт.

## Икономика
Важно пристанище, жп и шосеен възел с ферибот до континента. Корабостроителна и винарска промишленост. Има университет, основан през 1548 г.

## Архитектурни забележителности
Една от архитектурните забележителности на града е Катедралата.

## Сеизмология
Месина попада в силно сеизмична зона. Има чести земетресения, като най-разрушителното е през 1908 г.

## Спорт
Представителният футболен отбор на града се нарича АКР Месина. Състезавал се е в италианските Серия А и Серия Б. Играе своите мачове на стадион „Сан Филипо“.

## Личности
Родени
- Винченцо Нибали (1984) – професионален колоездач
- Антонело да Месина (1430 – 1479), художник
- Филипо Ювара (1678 – 1736), архитект и сценограф
- Франческо Мауролико (1494 – 1575), хуманист, математик и астроном
- Гаетано Мартино (1900 – 1967), политик
- Антонио Мартино (р. 1942), политик
- Адолфо Чели (1922 – 1986), киноактьор и режисьор
- Джузепе Сегуенца (1833 – 1889), геолог
- Минео Кини (1866 – 1933), математик
- Джовани Тукари (1667 – 1743), художник
- Ана Канакис (р. 1962), киноактриса, мис „Италия-1977“